# Ciemnosmreczyński Potok
Ciemnosmreczyński Potok (słow. Temnosmrečinský potok) – potok płynący Doliną Ciemnosmreczyńską i Doliną Koprową w słowackich Tatrach. Ma on kilka mniejszych dopływów, wśród których jest Kobyla Woda odwadniająca Dolinkę Kobylą. Ciemnosmreczyński Potok wypływa z położonego w Dolinie Ciemnosmreczyńskiej Niżniego Ciemnosmreczyńskiego Stawu. Poniżej stawu tworzy wodospad zwany Ciemnosmreczyńską Siklawą (opadający z progu o wysokości ok. 50 m). Na wysokości Ciemnych Smreczyn (ok. 1385 m n.p.m.) łączy się z Hlińskim Potokiem (płynącym z Doliny Hlińskiej) i razem tworzą Koprową Wodę, największy potok Doliny Koprowej.

## Szlaki turystyczne
– czerwony szlak odchodzący od Rozdroża w Ciemnych Smreczynach nad Niżni Ciemnosmreczyński Staw. Czas przejścia: 1.05 h, ↓ 50 min
  – zielony szlak od Rozdroża w Hlińskiej na przełęcz Zawory. Czas przejścia: 1:35 h, ↓ 1:15 h
  – niebieski szlak od Trzech Źródeł do Rozdroża pod Gronikiem i dnem Doliny Koprowej i Hlińskiej na Koprową Przełęcz.
- Czas przejścia z Trzech Źródeł do Rozdroża pod Gronikiem: 45 min. w obie strony
- Czas przejścia od Rozdroża pod Gronikiem na przełęcz: 5:15 h, ↓ 4.15 h